# Dalamar
Dalamar el Oscuro es un personaje de la serie de novelas de Dragonlance.
Cuando Raistlin comenzó a hacerse muy poderoso, el Cónclave de hechiceros decidió enviar a un espía como aprendiz del archimago y así entró en escena Dalamar, conocido como el Oscuro por ser un elfo inclinado hacia la magia negra, lo que automáticamente le convertía, a ojos de su raza, en un elfo "privado de la luz", es decir un elfo osuro. Es por ello que fue exiliado de Silvanesti. Dalamar entró como aprendiz bajo las órdenes de Raistlin. El archimago pronto supo del doble juego de su aprendiz y le infligió un doloroso castigo, cuyas consecuencias quedaron para siempre en el pecho de Dalamar. Posteriormente llega a ser portavoz de los túnicas negras y participa activamente tras el cataclismo y antes de la guerra contra Caos.

## Enlaces
Biografía de Dalamar
- Datos: Q2916064